# Enzo Ruíz
Enzo Ruíz (* 31. August 1988 in Mercedes) ist ein uruguayischer Fußballspieler.

## Karriere

### Verein
Ruíz spielte in seiner Jugend beim in seiner Geburtsstadt Mercedes ansässigen Verein Juventud Soriano. Im Alter von 16 Jahren schloss er sich in Montevideo Peñarol an. Dort durchlief er die von „Beto“ Acosta, Álvaro Regueira bzw. Rosario Martínez trainierten Mannschaften der Quinta, Cuarta und Tercera División und begann schließlich seine Profikarriere. Ruíz debütierte dabei unter Trainer Gregorio Pérez in der 2:2 geendeten Partie gegen Defensor. Nach nur einigen absolvierten Partien für die Montevideaner wechselte er in die Schweiz zum Grasshopper Club Zürich. Dort spielte er ab der Saison 2009/10 in der ersten Mannschaft. Er kam regelmäßig zu Einsätzen in der Axpo Super League. Nachdem er sich 2011 dem AC Bellinzona anschloss, wurde er zur Saison 2012/2013 für ein Jahr an den FC Luzern verliehen. Der Leihvertrag beinhaltete eine Kaufoption. Ruíz, der in Luzern nur zwei Spiele bestritt und nicht überzeugen konnte, kehrte jedoch schon in der laufenden Spielzeit im Dezember 2012 zu Bellinzona zurück. Dort bestritt er sodann 14 Spiele (zwei Tore). In der Spielzeit 2013/14 verliehen ihn die Schweizer an den Racing Club in Montevideo. Für seinen neuen Verein absolvierte er zwölf Erstligapartien und schoss ein Tor. Ende Dezember 2013 wechselte er zum chilenischen Verein Deportes Concepción, für den er 66 Spiele in der Primera B bestritt und drei Treffer erzielte. Darüber hinaus kam er sechsmal (ein Tor) in der Copa Chile zum Einsatz. Im Juli 2016 schloss er sich dem uruguayischen Erstligaaufsteiger Villa Española an. In der Saison 2016 lief er in 14 Erstligapartien auf. Ein Tor schoss er nicht. Anfang Januar 2017 wechselte er nach dem Abstieg seines Arbeitgebers erneut nach Chile. Dort spielte  für CD San Marcos de Arica und absolvierte bislang (Stand: 2. März 2017) drei Ligapartien (kein Tor) für den Klub.

### Nationalmannschaft
2007 nahm Enzo Ruíz als Ergänzungsspieler mit der uruguayischen U-20-Auswahl an der Junioren-Weltmeisterschaft an der Seite von u. a. Luis Suárez, Edinson Cavani und Martín Cáceres teil und erreichte dort das Achtelfinale. Ruíz kam allerdings lediglich in der Erstrundenpartie gegen Spanien zum Einsatz.